# 东安郡 (东吴)
东安郡，三国东吴政权短暂设置的郡。
三國孫吳黃武年間。因當時丹陽、吳、會稽3郡的山民再次成為寇賊，攻沒3郡的屬縣，孫權於是於黃武五年（226年）七月「分三郡惡地十縣置東安郡」（《吳志·吳主傳》，《宋書·州郡志》記載於黃武四年（225年）置，相差1年），以全琮為太守。黃武七年（228年）三月廢東安郡，所屬10縣復歸3郡。

## 領縣
東吳東安郡的轄域，為今浙江省新安江流域一帶。其郡名蓋有「江東安定」之意。郡治所在，《吳錄》記載在富春縣。而所轄的10縣，據陳健梅《孫吳政區地理研究》考証，當為吳郡的富春、建德、桐廬、新昌、新城、錢唐、臨水7縣，丹陽郡的於潛1縣，會稽郡的新安、太末2縣。

## 歷任太守
- 全琮，黃武五年（226年）任東安太守，在職三年。黃武七年（228年）郡廢還牛渚。